# Старокандауровка
Старокандауровка, Старо-Кандауровка — упраздненная до  1981 года деревня Разинского сельсовета Фёдоровского района БАССР.
Проживало в Старокандауровке 66 человек (на 1 января 1969 года), преимущественно русские. 

## История
На 1 июня 1952 года указаны деревни Старо-Кандауровка и Ново-Кандауровка, на 1 января 1969 года, 1 июля 1972 года указаны деревни Новокандауровка и Старокандауровка, на 1 сентября 1981 года — только Новокандауровка.

## Географическое положение
Расстояние до Старокандауровки:
- районного центра (Фёдоровка): 33 км,
- центра сельсовета (Саитово): 4 км,
- ближайшей ж/д станции (Мелеуз): 31 км.

## Известные жители
САНКИНА Зинаида Андреевна (р.23.9.1935, с. Старо-Кандауровка  Фёдоровского  р-на  БАССР),  инженер-технолог. Канд. хим. наук (1977).